# Last Nite (single)
"Last Nite" er en sang fra garage rockbandet The Strokes, og er deres anden single fra albummet Is This It.
| Musik | Spire Denne musikartikel er en spire som bør udbygges. Du er velkommen til at hjælpe Wikipedia ved at udvide den. |